# Dolmen von Pasquiou
Der 1966 unter Schutz gestellte Dolmen von Pasquiou liegt östlich von Pasquiou und westlich von Le Vieux-Bourg im Département Côtes-d’Armor in der Bretagne in Frankreich. Dolmen ist in Frankreich der Oberbegriff für Megalithanlagen aller Art (siehe: Französische Nomenklatur).

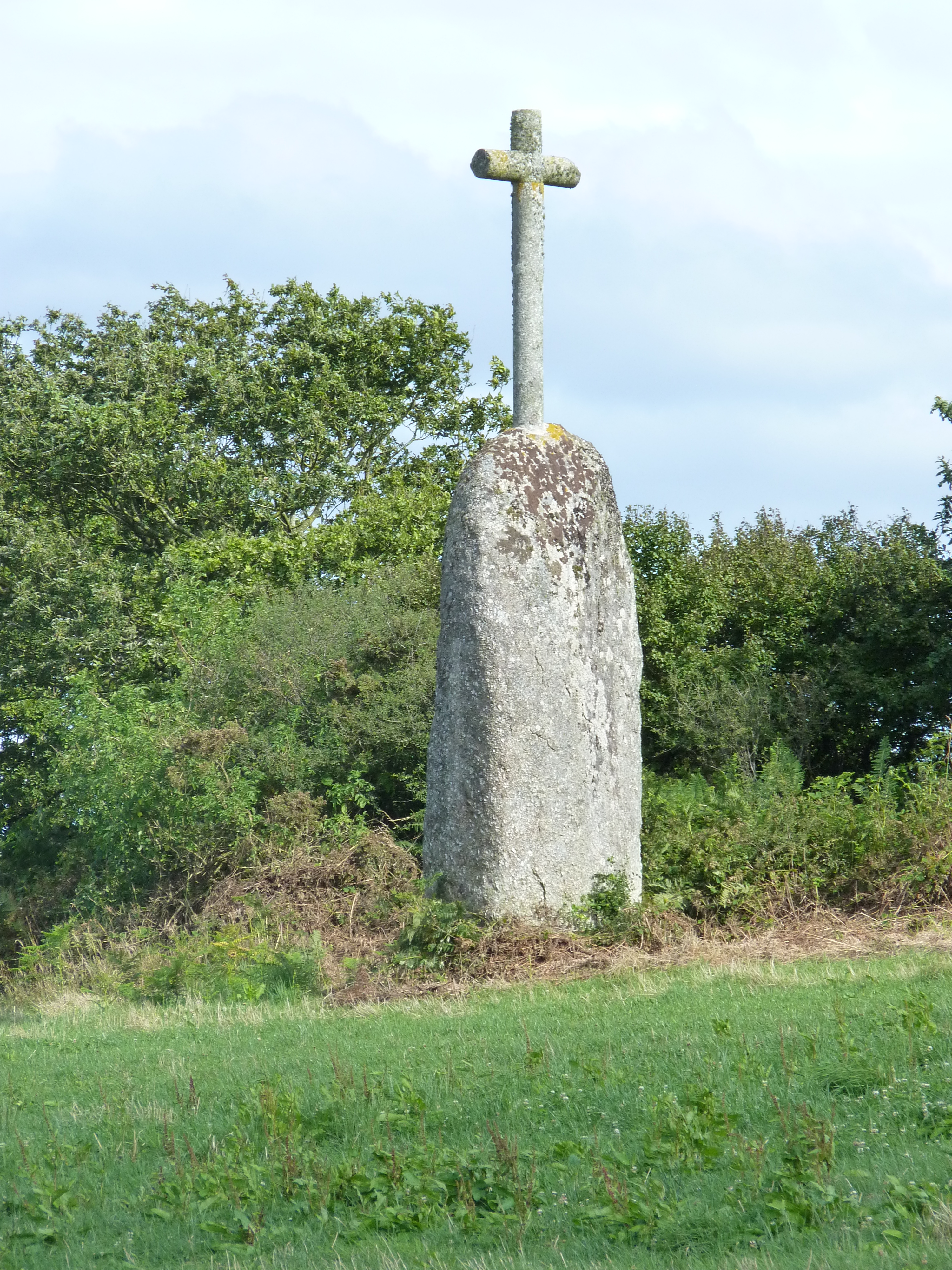
Christianisiertes Megalithmonument Croix von Pasquiou

Der eiförmige Dolmen hat eine Kammer mit einer keilförmigen Deckenplatte vom 3,5 × 2,85 m, die auf den unterschiedlich hohen Tragsteinen so aufliegt, dass ihre Oberseite horizontal liegt.
Etwa 400 m nördlich des Dolmens steht der Menhir von Pasquiou, etwa 750 m südwestlich der Menhir Croix de Pasquiou. In der weiteren Umgebung finden sich:
- Menhir von Botudo
- Menhir von Porzic
- Menhir de la Ville-Juhel